# Balnowo
Balnowo – dawny majątek i parcele. Tereny na których leżały znajdują się obecnie na Białorusi, w obwodzie witebskim, w rejonie szarkowszczyńskim, w sielsowiecie Hermanowicze.
Dawniej używana nazwa – Balnów

## Historia
W czasach zaborów dobra w gminie Stefanopol, w powiecie dzisieńskim, w guberni wileńskiej Imperium Rosyjskiego. Pod koniec XIX własność Okuszków.
W latach 1921–1945 majątek i parcele Balnowo leżały w Polsce, w województwie wileńskim, w powiecie dziśnieńskim, w gminie Hermanowicze.
Według Powszechnego Spisu Ludności z 1921 roku zamieszkiwały tu 43 osoby, 29 było wyznania rzymskokatolickiego a 14 prawosławnego. Jednocześnie 29 mieszkańców zadeklarowało polską a 14 białoruską przynależność narodową. Było tu 5 budynków mieszkalnych. W 1931 majątek liczył 3 domy i 27 mieszkańców a parcele 2 domy i 11 mieszkańców.
Wierni należeli do parafii rzymskokatolickiej w Hermanowiczach i prawosławnej w Łużkach. Miejscowość podlegała pod Sąd Grodzki w Głębokiem i Okręgowy w Wilnie; właściwy urząd pocztowy mieścił się w Hermanowiczach.